# Kongsgården i Oslo
Kongsgården i Oslo var ett norskt kungligt residens i Oslo under medeltiden. Den låg strax öster om Mariakirken i Medeltidsstaden.
Den äldsta anläggningen var en cirkelformad försvarsanläggning, som byggdes efter förebild av de samtidiga så kallade motteborgarna som är kända från Storbritannien och Frankrike. Det var en ganska enkel anläggning, en cirkelformad jord- och grusvall omgiven av en vallgrav. Innanför vallen har det stått ett mindre antal timrade byggnader. Vallen har daterats till år 1040–1060 baserat på myntfynd som motsvarar Harald Hårdrådes regeringstid. 
På 1200-talet uppfördes en ny anläggning med försvarsmurar och byggnader i natursten och tegelsten. Där fanns också en kungshall av samma typ som Håkonshallen i Bergen, men betydligt mindre än denna. Denna anläggning kan ha uppförts under Håkon Håkonssons tid efter stadsbranden 1223. 
En del av kungsgårdens ruiner ligger under den södra delen av den år 1890–1893 uppförda Lokomotivverkstedet.